# Les cendres d'Àngela
Les cendres d'Àngela (títol original en anglès Angela's Ashes) és una novel·la autobiogràfica de l'any 1996 escrita pel professor i escriptor estatunidenc Frank McCourt. Fou guardonada amb el Premi Pulitzer del 1997.
Forma part de la trilogia de llibres autobiogràfics de McCourt, completada amb I tant i El Professor.

## Sinopsi
Nascut a Brooklyn, Nova York el 1930, McCourt és el fill gran de Malachy i Angela McCourt. Seguidament naixeran Malachy el 1931, els bessons Oliver i Eugene el 1933, i una germana, Margaret, el 1934. Després de la mort de la seva germana Margaret, quan només tenia poques setmanes de vida, els seus pares decideixen tornar a Irlanda, el seu país d'origen. Els bessons moren després d'un any i només sobreviuran el Frank i el Malachy i dos germans més joves, Michael (1936) i Alphie (1940).
La família viu en una casa vella, plena de puces, brutícia i compartint una comuna amb tots els veïns del carrer. Tot i que el seu pare els ensenya històries infantils i cançons patriòtiques irlandeses, és un alcohòlic i rarament porta diners a casa, ja que se'ls gasta tots en la beguda. De vegades Frank i els seus germans han de buscar trossos de carbó o torba per a combustible, o robar pa per sobreviure.
Ell i els seus germans assisteixen regularment a l'escola catòlica de la ciutat, on són alliçonats amb la rectitud i duresa dels mossens de l'època. Tot i el clima humit i fred de Limerick, només tenen un joc de roba, sabates adobades i cap abric. Frank desenvolupa conjuntivitis de febre tifoide i crònica, i va haver de ser hospitalitzat.
Quan ja és un adolescent aconsegueix treballar primer de carboner i després de repartidor de telegrames, la qual cosa li permet descobrir el primer amor i estalviar diners per a poder fer el viatge tan anhelat a Amèrica i emigrar com tants altres irlandesos.
El relat acaba mentre navega cap a Poughkeepsie, Nova York, per començar una vida nova a l'edat de dinou anys i convertir-se en un professor d'institut de llengua anglesa.

## Traduccions al català
- McCourt, Frank. Les Cendres d'Angela. Traducció: Eduard Castanyo.  Alzira: Editorial Bromera. ISBN 9788498248128.